# Rivalidades de la CONCACAF
El Clásico Centroamericano y el Clásico Norteamericano representan una gran rivalidad histórica entre la Selecciones del área de la Confederación Norte, Centroamérica y Caribe de Futbol (Concacaf), Principalmente entre las Selecciones de Costa Rica, Honduras, México y  Estados Unidos. 
A lo largo de los años históricamente han existido varios clásicos en Concacaf entre los cuales destacan los Estados Unidos, México, Costa Rica y Honduras. Cabe destacar que durante los últimos años, el fútbol de la región ha crecido, al punto de formar nuevas rivalidades, una de ellos es el denominado el Clásico Centroamericano que es disputado por los ticos y los catrachos. Desde el año 1934 empezó esta rivalidad, pero desde el 2001 el protagonismo de este clásico se ha convertido en uno de los protagónicos no sólo de la zona centroamericana, sino de toda América, con el principal objetivo de ser reconocido como la mejor Selección de América Central y de ser el máximo rival de México para diferentes competiciones.

## Clásicos principales

### Honduras - Costa Rica
Los orígenes de esta amplia rivalidad que durante los últimos años, estas dos naciones han despertado una amplia rivalidad cada vez que se acerca un compromiso de este calibre. Sin embargo un repaso por la historia nos recuerda que ese ‘pique’ viene de mucho tiempo atrás, por elementos no necesariamente ligados a este deporte que mueve masas.
El recuerdo nos lleva a aquel 15 de septiembre de 1842 cuando fue fusilado en el Parque Central de San José, Costa Rica, el gran héroe de la República Federal de Centro América, el hondureño Francisco Morazán, un líder que dominó la escena política y militar de Centroamérica y que siempre quiso convertir a la zona en una sola nación. Inclusive Morazán fue el último presidente de esta agrupación. Y es que en 1838, cuando Costa Rica tenía al frente al presidente Braulio Carrillo Colina, los ticos rompen relación con la Federación Centroamericana, lo cual genera el inicio de una rivalidad entre los gobiernos de Morazán y Carrillo.
Lo anterior hace que Morazán desembarque en Caldera (Costa Rica) en abril de 1842 junto con los enemigos de Carrillo y den un golpe de estado. El hondureño, que fue jefe de estado en Costa Rica en ese año durante los meses de abril y septiembre, y junto con sus aliados, pretendían utilizar al pueblo costarricense como “carne de cañón” para constituir de nuevo la Federación, pero a la fuerza y así mantener su sueño, como bien lo recuerda el historiador Alejandro Ugalde. Fue en ese momento cuando los costarricenses deciden “bajar” a Morazán del poder y fusilarlo.
Pese a eso, Morazán se recuerda con cariño al ser el iniciador del proyecto de “La Gran Patria Centroamericana”. Pero según Ugalde, son más los elementos que unen a hondureños y costarricenses, según el repaso dado por la historia. Basta con recordar en el año 2009 cuando los militares de Honduras llevan hasta Costa Rica al derrocado presidente Manuel Zelaya.
El primer partido oficial entre ambas selecciones fue disputado el 4 de abril de 1930 en La Habana. Cabe añadir que dicho partido se disputó para los 'II Juegos Centroamericanos y del Caribe que se llevaron a cabo en Cuba. En la actualidad, dicha competición se disputa a nivel de selección juvenil.

### Estados Unidos - México: el Clásico de la Concacaf
El primer duelo entre estadounidenses y mexicanos ocurrió el 24 de mayo de 1934, en Roma, el cual definiría al representante de Norteamérica para el Copa del Mundo Italia 1934, donde la selección de las barras y las estrellas se impuso por 4-2 a su contraparte tricolor.
Durante muchos años este encuentro no era tomado como un clásico debido a que el fútbol, o soccer como es conocido en Norteamérica, no era un deporte popular en los Estados Unidos y su selección era regularmente goleada por la mexicana.  La situación cambió radicalmente después de la Copa Mundial de Fútbol de 1990 celebrada en Italia, cuando supuso un fuerte impulso en el desarrollo del fútbol.  Por tal motivo, el hasta entonces llamado “clásico de la Concacaf” entre Costa Rica y México fue desplazado, debido al crecimiento futbolístico del seleccionado estadounidense y sus participaciones en distintos torneos hasta pasar a ser el mayor rival mexicano.  La rivalidad entre gringos y aztecas arrancó después del triunfo de los primeros por marcador de 2-0, en la semifinal de la Copa Oro de 1991 y alcanzó su punto culminante cuando The Stars and Stripes eliminaron al representativo mexicano con idéntico marcador en los octavos de final del Mundial de Corea del Sur-Japón 2002.
Tras 78 años, Estados Unidos ganó por primera vez en suelo mexicano, fue en el juego amistoso disputado el 15 de agosto de 2012, con un marcador final de 1-0.  Hasta ese enfrentamiento, el Tricolor se había mantenido invicto en nueve de diez ocasiones en la cancha del Estadio Azteca por casi cuarenta años, desde 1972, cuando se enfrentaron por primera vez en el Coloso de Santa Úrsula.
Hasta ahora, la peor racha de México ante Estados Unidos se dio en el año 2021, con tres derrotas consecutivas en menos de seis meses.  La primera de ellas tuvo lugar el domingo 6 de junio, en la final de la Nations League de la Concacaf; los sobrinos del Tío Sam ganaron con un marcador de 3-2.  No habían pasado ni dos meses para que los gringos les propinaran un nuevo revés a los seleccionados mexicanos, esta vez por 1-0, en la final de la Copa Oro de la Concacaf, el domingo 1º. de agosto.  El último enfrentamiento entre ambos representativos nacionales fue el viernes 12 de noviembre, en Cincinnati, en el marco de las eliminatorias para el Mundial de Qatar 2022.  Dicho encuentro se saldó con tanteador de 2-0, como sucedió en los hexagonales de los años 2001, 2005, 2009 y 2013.  
El primer partido oficial entre ambas selecciones fue disputado el 24 de mayo de 1934 en Roma rumbo a la Copa Mundial de Italia 1934.

### Costa Rica - México: el antiguo Clásico de la Concacaf
El enfrentamiento futbolístico entre Costa Rica y México es uno de los enfrentamientos de fútbol más recurrentes en la confederación. Ambas naciones mantienen una rivalidad histórica proveniente de múltiples factores, una ellas es debido a la supremacía deportiva del país norteamericano hacia Centroamérica, específicamente costarricenses. Durante los primeros compromisos ambos países ejercieron una hegemonía en la Concacaf, ya que conquistaron tres Campeonatos de Naciones de Concacaf. Inclusive llegaron a disputar el anterior «clásico de Concacaf» ya que contaban con nivel muy equilibrado.
El primer encuentro oficial entre ambos países fue disputado durante los Juegos Centroamericanos de 1935, celebrados en San Salvador el 2 de abril de 1935, el resultado fue una victoria de 2-0 a favor de México con anotaciones de Luis Pérez y de Tomás Campos. Dos años después en los IV Juegos Centroamericanos y del Caribe de Ciudad de Panamá nuevamente se concretó un resultado a favor 2-1 de los mexicanos con dos goles de Horacio Casarín y uno del costarricense Alejandro Morera.
En la clasificación para la copa Mundial de 2002 Costa Rica rompió el invicto como local de México tanto en territorio mexicano como en el estadio Azteca en partidos de eliminatorias, el 17 de junio de 2001, Rolando Fonseca con gol de tiro libre y la figura del encuentro Hernán Medford marcó la anotación del triunfo tras rematar un rechace del arquero Oswaldo Sánchez, así revirtiendo la desventaja ante México tras haber recibido una temprana anotación de José Manuel Abundis. Enseguida del partido la prensa mexicana bautizó a la derrota como el «Aztecazo», haciendo una analogía del «Maracanazo».

## Otras rivalidades en la región
- Canadá vs.  México.
- Canadá vs.  Estados Unidos.
- Costa Rica vs.  Panamá.
- Guatemala vs.  Costa Rica.
- El Salvador vs.  Guatemala.
- El Salvador vs.  Honduras.
- El Salvador vs.  México.
- Guyana vs.  Surinam.
- Haití vs.  Jamaica.
- Jamaica vs.  Trinidad y Tobago.
- Puerto Rico vs.  República Dominicana.